# دروازه زویله

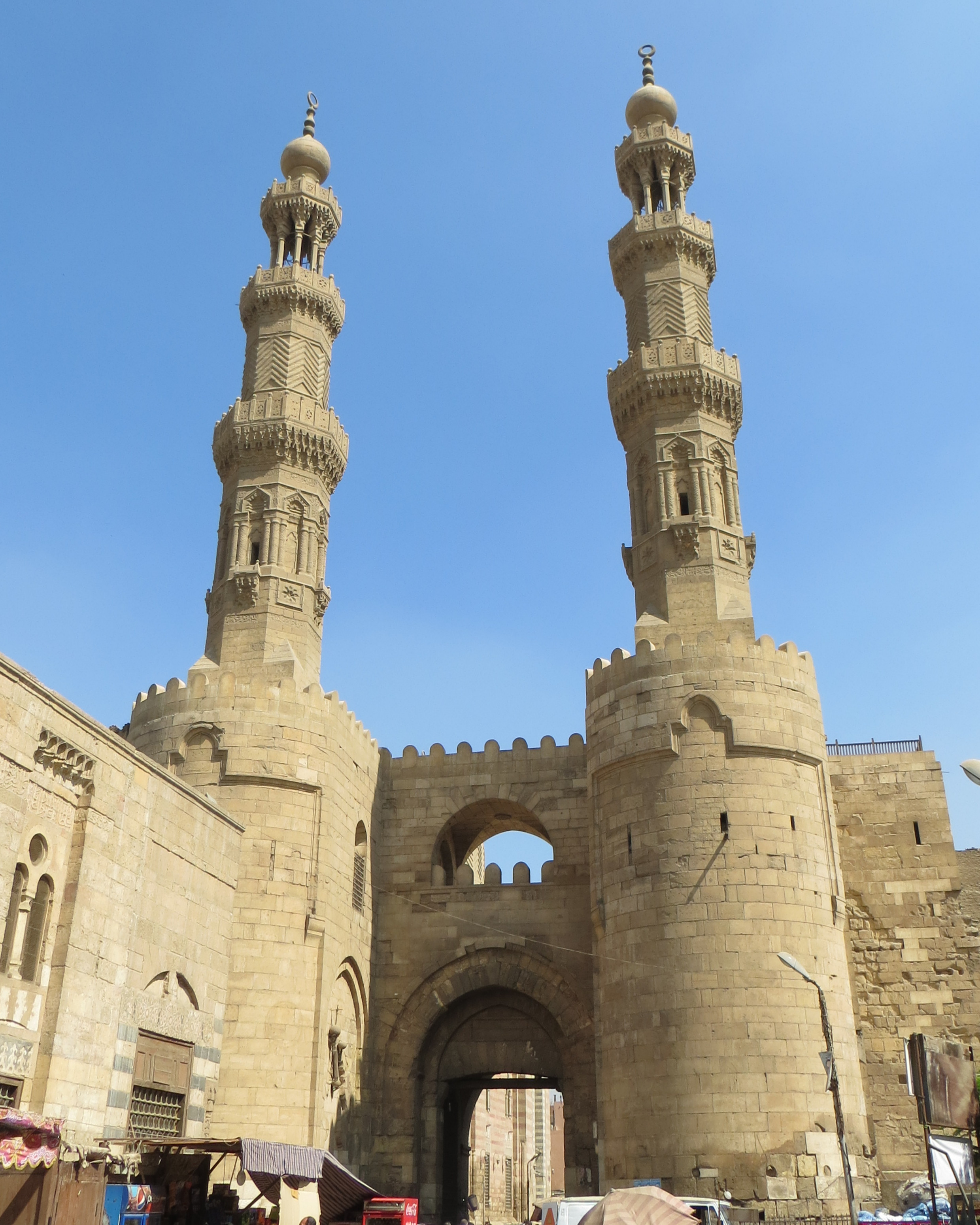

دروازه زویله (عربی: باب زويلة) یکی از دروازه قدیمی در قاهره، مصر است. این دروازه از این جهت معروف شده‌است که سرهای پیغام‌آوران هولاکو، رهبر تاتارها، که برای تهدید مصر آمده بودند در اینجا به دار آویخته شدند.

## علت نامگذاری
علت نامگذاری آن به دروازه زویله به دلیل نسبت آن با قبیله از بربرها در شمال آفریقا است که سربازان خود را به ارتش جوهر برای فتح مصر ملحق ساخت. دروازه زویله بعد از دروازه‌های النصر و الفتوح سومین درب است که همچنان به مقاومت در برابر عامل زمان ادامه می‌دهد. این دروازه در میان این سه در زیباترین و جلوه‌دارترین است، دو برج منحنی در پایه دارد که بیشتر شبیه برجهای دروازه الفتوح است اما آنها دایره‌ای‌تر هستند. زویله دارای یک میدان مربع است که هر ضلع آن ۲۵ متر طول دارد و راهرو دروازه زویله مسقف با گنبد پوشیده شده‌است.

## نگارخانه

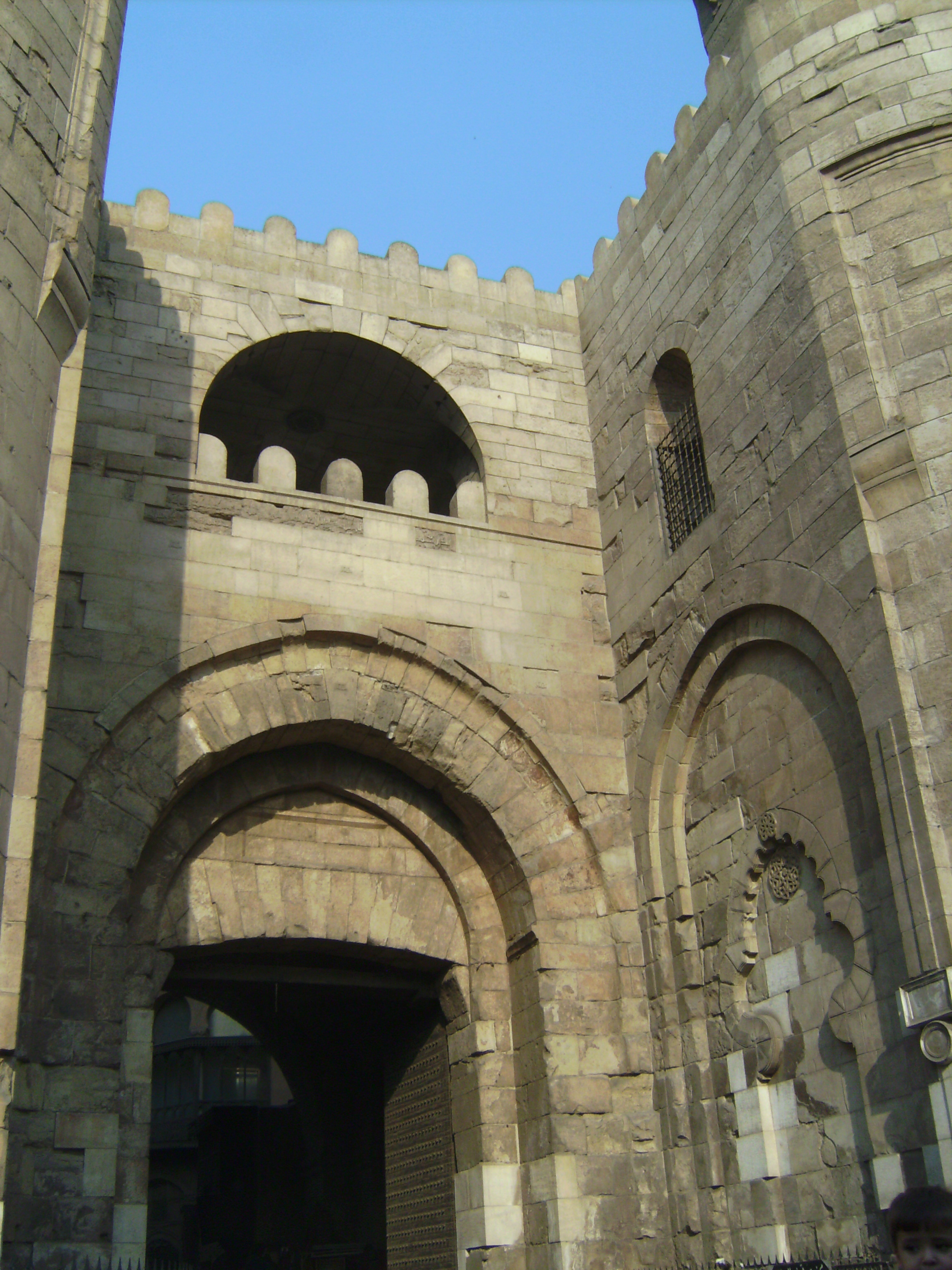
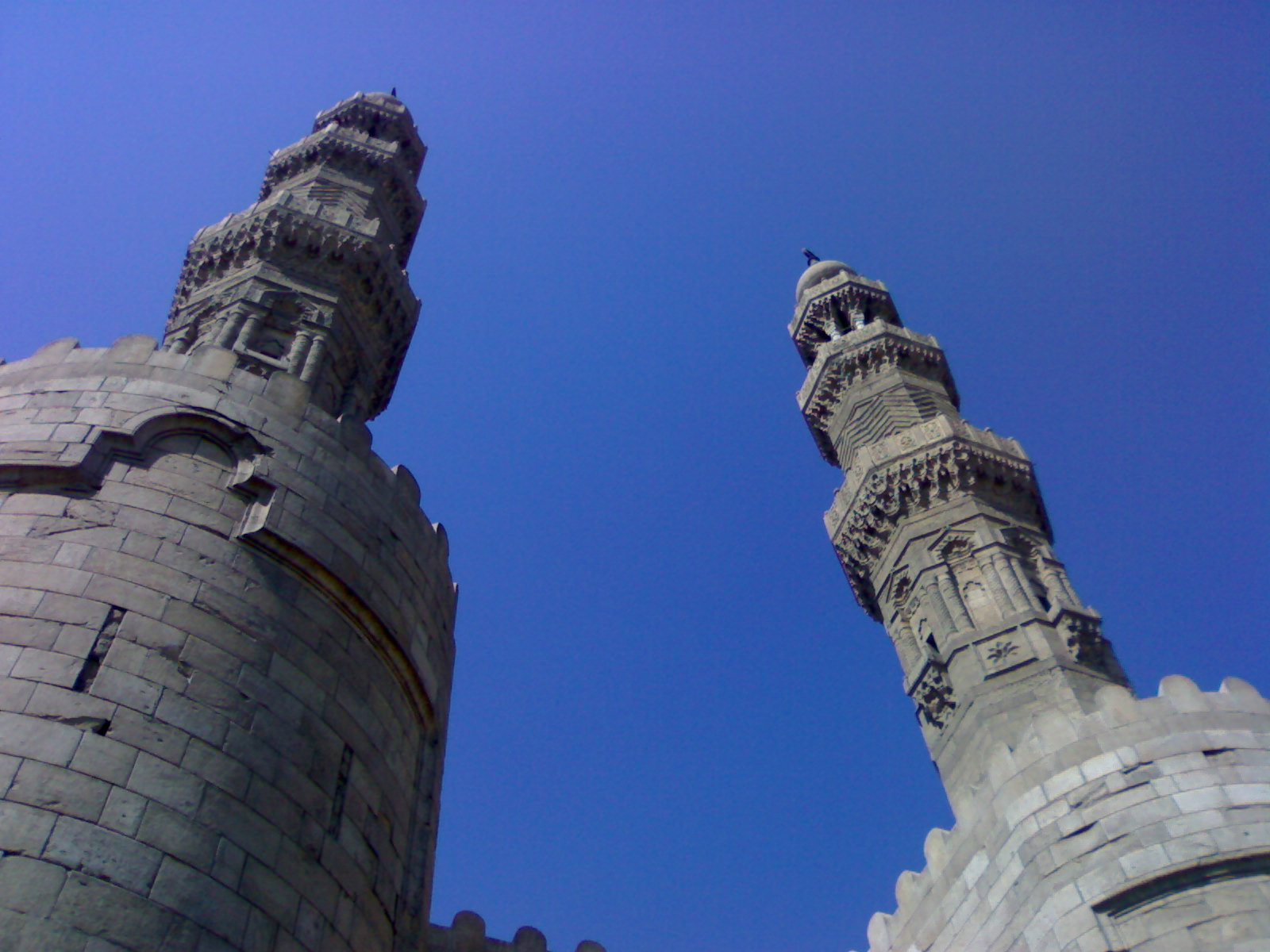
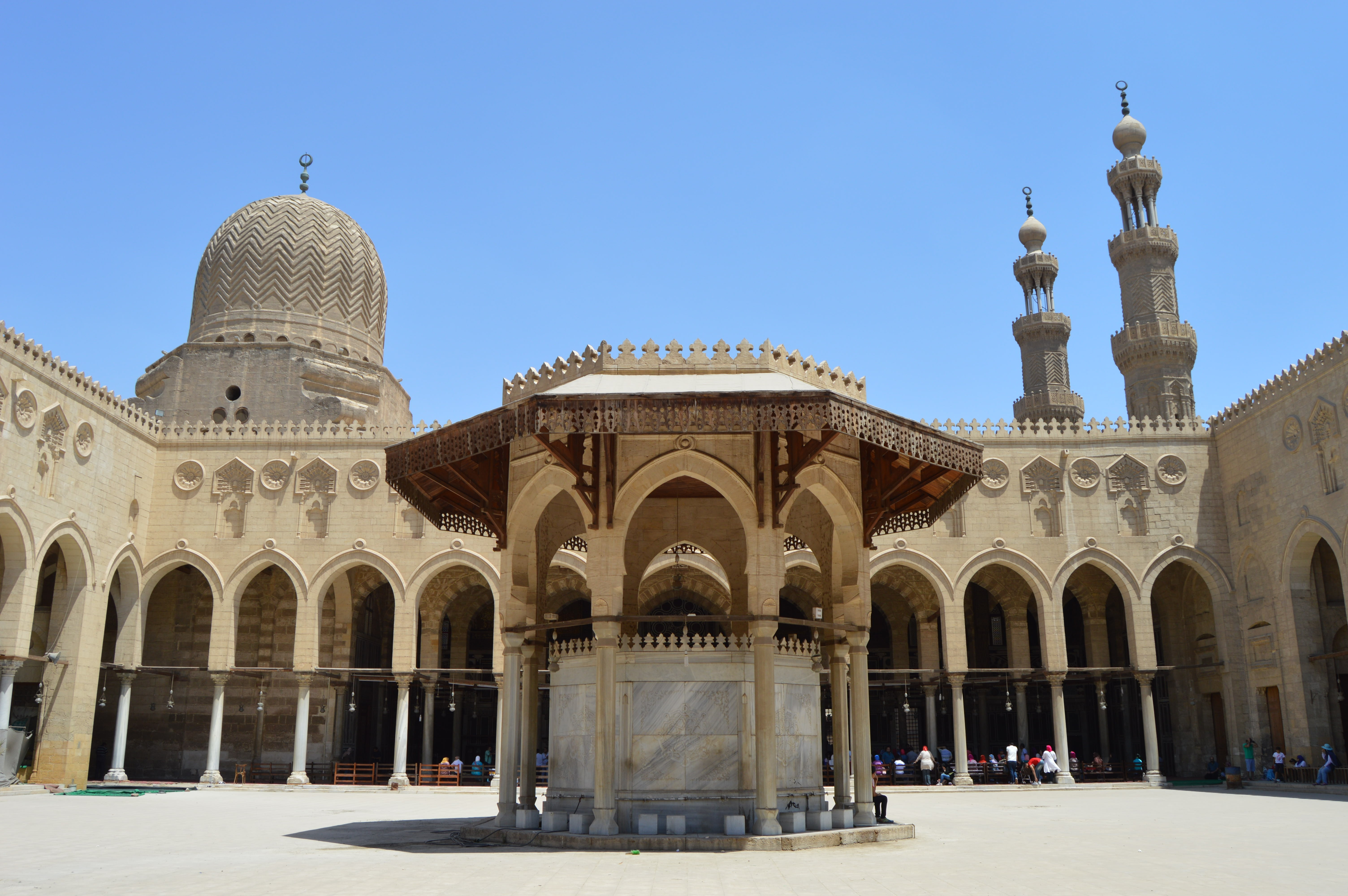
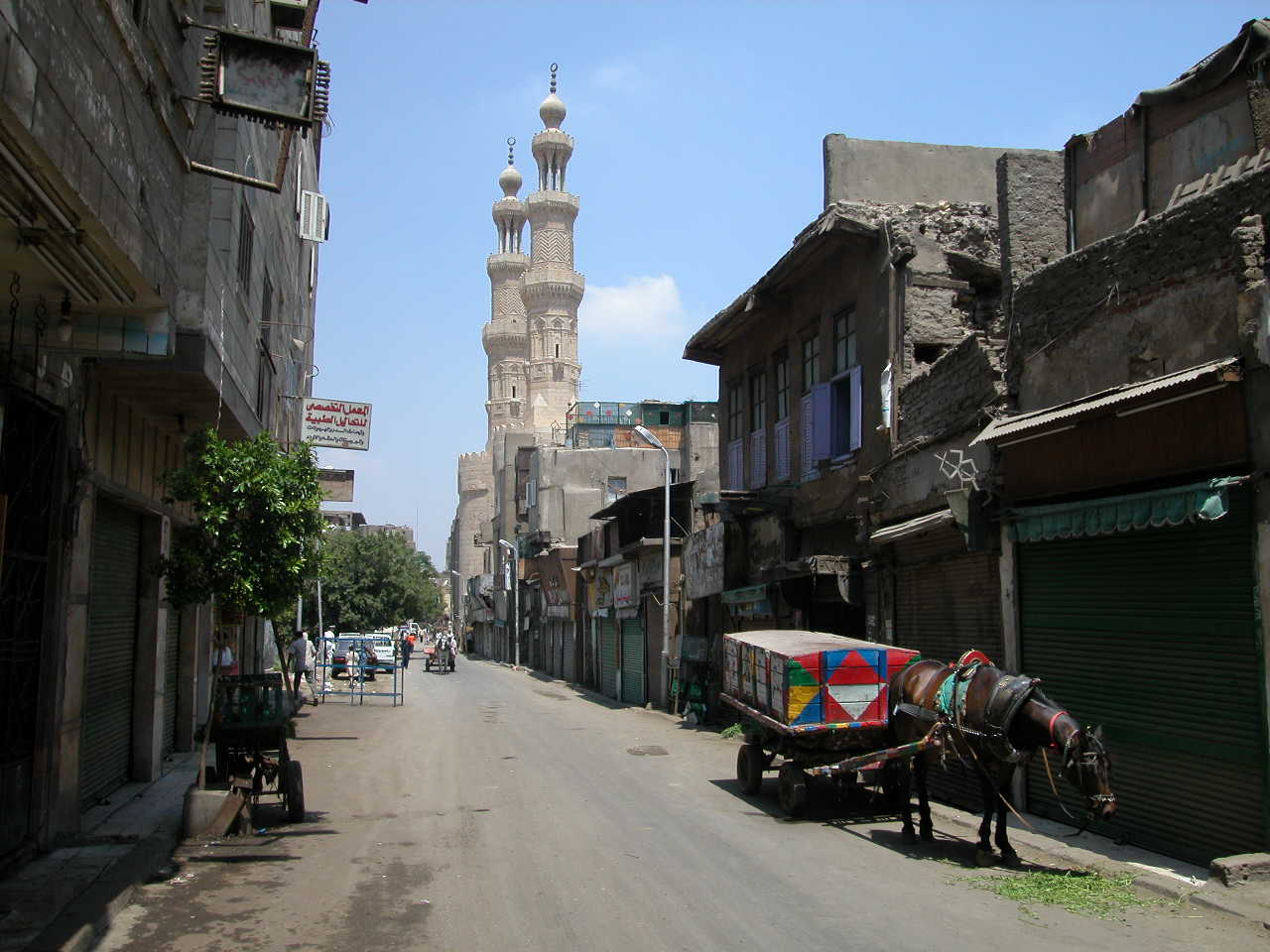